# Кристиансен, Флемминг
Оле Флемминг Кристиансен (дат. Ole Flemming Kristiansen, 9 ноября 1940, Калуннборг, Дания) — датский хоккеист (хоккей на траве), нападающий.

## Биография
Флемминг Кристиансен родился 9 ноября 1940 года в датском городе Калуннборг.
Играл в хоккей на траве за «Калуннборг».
В 1960 году вошёл в состав сборной Дании по хоккею на траве на Олимпийских играх в Риме, занявшей 16-е место. Играл на позиции нападающего, провёл 1 матч, забил 1 мяч в ворота сборной Новой Зеландии.